# Елендејл (Делавер)
Елендејл (енгл. Ellendale) град је у Округу Сасекс у америчкој савезној држави Делавер. По попису становништва из 2010. у њему је живело 381 становника

## Демографија
| Група             | 2000.       | 2010.       |
| Белци             | 181 (55,4%) | 224 (58,8%) |
| Афроамериканци    | 124 (37,9%) | 112 (29,4%) |
| Азијати           | 1 (0,3%)    | 2 (0,5%)    |
| Хиспаноамериканци | 15 (4,6%)   | 25 (6,6%)   |
| Укупно            | 327         | 381         |